# Rio Amandaú
Rio Amandaú är ett vattendrag i Brasilien.   Det ligger i delstaten Rio Grande do Sul, i den södra delen av landet, 1 500 km sydväst om huvudstaden Brasília.
Omgivningarna runt Rio Amandaú är en mosaik av jordbruksmark och naturlig växtlighet. Runt Rio Amandaú är det ganska glesbefolkat, med 24 invånare per kvadratkilometer.